# Mošćenica
Mošćenica falu Horvátországban, Sziszek-Monoszló megyében. Közigazgatásilag Petrinyához tartozik.

## Fekvése
Sziszek városától légvonalban 5, közúton 9 km-re délre, községközpontjától 6 km-re keletre, a Kulpa jobb partján fekszik. Mošćenica határában az erdőben található a Stružica-patak forrása, mely a falut átfolyva ömlik a Kulpába.

## Története
A római korban itt halad át a Sisciából (Sziszek) Servitiumba (Bosanska Gradiška) vezető római út és a Siscia városát ellátó római vízvezeték is. A település neve 1211-ben II. András király adománylevelében „Moschenyze” alakban bukkan fel először. 1271-ben „terra Moschenycha”, 1372-ben „possessio Musnaulicha”, 1689-ben „Moschenicza” néven említik a korabeli források.
Területe a 16. század második felétől a 17. század közepéig török uralom alatt volt. A 17. századi felszabadító harcokban a keresztény seregek végleg kiűzték a Kulpa és az Una közötti területről a törököt és a török határ a század végére az Una folyóhoz került vissza. Ezzel párhuzamosan a Turopolje, a Szávamente, a Kulpamente vidékéről és a Banovina más részeiről horvát katolikus, majd a 18. században több hullámban Közép-Boszniából, főként a Kozara-hegység területéről és a Sana-medencéből pravoszláv szerb családok települtek le itt. Az újonnan érkezettek szabadságjogokat kaptak, de ennek fejében határőr szolgálattal tartoztak. El kellett látniuk a várak, őrhelyek őrzését és részt kellett venniük a hadjáratokban. 1696-ban a szábor a bánt tette meg a Kulpa és az Una közötti határvédő erők parancsnokává, melyet hosszas huzavona után 1704-ben a bécsi udvar is elfogadott. Ezzel létrejött a Báni végvidék (horvátul Banovina), mely katonai határőrvidék része lett. 1745-ben megalakult a Petrinya központú második báni ezred, melynek fennhatósága alá ez a vidék is tartozott. 1774-ben az első katonai felmérés térképén neve „Dorf Moschenicza” alakban szerepel.
A katonai határőrvidék része volt, majd ennek megszűnése után Zágráb vármegye Petrinyai járásának része lett. 1857-ben 302, 1910-ben 472 lakosa volt. A 20. század első éveiben a kilátástalan gazdasági helyzet miatt sokan vándoroltak ki a tengerentúlra. 1918-ban az új szerb-horvát-szlovén állam, majd később Jugoszlávia része lett. A II. világháború idején a Független Horvát Állam része volt. A háború után a béke időszaka köszöntött a településre. Enyhült a szegénység és sok ember talált munkát a közeli városokban. A délszláv háború előestéjén lakosságának 44%-a horvát, 32%-a szerb nemzetiségű volt. A falu 1991. június 25-én a független Horvátország része lett. A délszláv háború idején a horvát védelem első vonalába esett, ezért nagy károkat szenvedett és az ország egyik leginkább elaknásított területe volt. 2011-ben 2470 lakosa volt. A falunak iskolája, egészségháza, kápolnája van.

## Népesség
| Lakosság változása | Lakosság változása | Lakosság változása | Lakosság változása | Lakosság változása | Lakosság változása | Lakosság változása | Lakosság változása | Lakosság változása | Lakosság változása | Lakosság változása | Lakosság változása | Lakosság változása | Lakosság változása | Lakosság változása | Lakosság változása |
| ------------------ | ------------------ | ------------------ | ------------------ | ------------------ | ------------------ | ------------------ | ------------------ | ------------------ | ------------------ | ------------------ | ------------------ | ------------------ | ------------------ | ------------------ | ------------------ |
| 1857               | 1869               | 1880               | 1890               | 1900               | 1910               | 1921               | 1931               | 1948               | 1953               | 1961               | 1971               | 1981               | 1991               | 2001               | 2011               |
| 302                | 277                | 351                | 339                | 444                | 472                | 464                | 524                | 443                | 478                | 761                | 1.464              | 2.331              | 2.831              | 2.348              | 2.470              |

## Nevezetességei
- Szent Jakab apostol tiszteletére szentelt kápolnája[5] a falu központjában, az út mentén található. Egyhajós épület, apszisos szentéllyel, mely 1866-ban épült a régi fakápolna helyére. A síkmennyezettel fedett hajót két-két oldalsó ablak világítja meg. A tetőzet nyeregtető, mely a szentély fölött lekerekített, cserépborítású. Érdekesség a szentélyben álló neogótikus faoltár. A kápolna a 19. század elején épített csarnoktemplomok típusához tartozik, de jelentősen csökkentett méretben. Egyike a kevés, a horvátországi háború során is megmaradt katolikus templomoknak ezen a területen. 1992-ben Petrinja városának és környékének központi katolikus plébániatemploma volt.

- Védett épület az Antun Starčević utca 77. szám alatti emeletes fa lakóház.[6] Építésének éve 1834, mely rá van vésve a teherhordó sarokgerendára. Az épület a Sziszek-Petrinya fő közlekedési út mentén található. A földszinti és az első emeleti tér kialakítása megismétlődik, míg a kettő közötti kommunikációt egy külső fedett lépcső teszi lehetővé, amely a hosszabb udvari homlokzat mentén húzódik, és az első emelet zárt verandájához, az ún. ganjakhoz vezet. A földszinti helyiségek gazdasági, míg az emeletiek lakó célokat szolgáltak. Az alaprajzi méretek a földszinten 7x16,70 méter, az emeleten pedig 7,50x17,80 méter. Fennmaradt az eredeti ácsmunka.

- Ivan Rukavina horvát nemzeti hős mellszobra.

## Kultúra
- Itt rendezik meg 2012 óta minden nyáron a "Kupa Open Air" zenei fesztivált.
- A falunapot július 25-én Szent Jakab ünnepén tartják kulturális és sportrendezvényekkel.